# Caspar-David-Friedrich-Bildweg
Der Caspar-David-Friedrich-Bildweg ist ein 18 Kilometer langer Rundweg in Greifswald, der an 15 Aussichtspunkte führt, die den Maler Caspar David Friedrich (1774–1840) in seiner Geburtsstadt zu einigen seiner Werke inspiriert haben, bzw. die mit seinem Leben in einem besonderen Zusammenhang stehen.

## Geschichte und Aufbau
Die Caspar-David-Friedrich-Gesellschaft legte der Stadt ein Konzept für einen Rundweg vor, welches in den Jahren 2007 und 2008 umgesetzt wurde. Der Bildweg wurde am 10. Dezember 2008 öffentlich eingeweiht. Er führt zu insgesamt 15 Plätzen, die Friedrich als Vorlage für seine Bilder nutzte oder die mit seinem Leben in einem besonderen Zusammenhang stehen. Teilweise sind die Eindrücke, die Friedrich erhielt noch sichtbar, teilweise sind sie aber durch die Bebauung in den letzten Jahrhunderten nur noch ansatzweise erkennbar.
Der Weg beginnt an seinem Geburtshaus und führt über die Altstadt die Grimmer Straße hinaus in die Nähe des Neuen Friedhofs und verläuft von dort am Treidelpfad entlang in den Ortsteil Eldena wieder zurück in die Altstadt. Der gesamte Weg hat eine Länge von rund 18 Kilometern. Ein Teilstück mit einer Länge von 1,5 Kilometern betrifft Punkte, die sich ausschließlich in der Altstadt befinden; ein weiterer Teilweg mit einer Länge von acht Kilometern führt vom Hafen bis zur Klosterruine Eldena.

## Stationen
Der Rundweg beginnt in der Altstadt von Greifswald an der Geburtsstätte des Malers. Sein Vater, Adolph Gottlieb Friedrich, hatte im Jahr 1765 ein Grundstück in der Langen Straße 57 gekauft und dort eine Seifensiederei und Kerzenzieherei eingerichtet. Es ist seit Juni 2011 der Sitz des Caspar-David-Friedrich-Zentrums, welches über das Leben des Künstlers informiert. Von dort aus geht es in südlicher Richtung zum Dom St. Nikolai, in dem Friedrich zwei Tage nach seiner Geburt getauft wurde. Sein Vater schloss hier bereits 1765 die Ehe mit Friedrichs Mutter Sophie Dorothea Bechly. Der Weg führt in westlicher Richtung zur Universität. Der Maler erhielt dort von 1790 bis 1794 Zeichenunterricht bei Johann Gottfried Quistorp. Wenige Meter weiter gelangt man zur St.-Jacobi-Kirche, dessen Chor Friedrich 1815 zeichnet. Dieses Motiv sowie das Innere der Kirche erscheinen auch in anderen Gemälden. Von dem Sakralgebäude aus gelangt man in nordwestlicher Richtung zur fünften Station, Am Wall. 1818 verweilt Friedrich in der Gartenlaube eines seiner Brüder und fertigt eine Zeichnung an, die er später in seinem Gemälde Gartenlaube ausführt – ein eher seltener Vorgang des Malers. Über den Karl-Marx-Platz und die Gleise der Strecke Stralsund–Berlin gelangt man entlang der Grimmer Straße zum Neuen Friedhof der Stadt. Hier entstand in den Jahren 1820/1822 das Gemälde Wiesen bei Greifswald. Die bekannte Ansicht der Skyline Greifswalds ist im 21. Jahrhundert auf Grund der Bebauung nur teilweise nachvollziehbar. Der Weg führt von hier aus zurück in nordöstlicher Richtung, vorbei am Tierpark zur Straße An der Bleiche. Seinen Eindruck von diesem Aussichtspunkt aus setzt der Maler 1801 im Werk Am Ryck in Greifswald mit Blick auf die Mühlen vor der Steinbecker Schanze um. Wenige hundert Meter weiter östlich gelangt man zur Steinbecker Brücke, welche den Ryck überspannt. Sie ist Bestandteil eines Bildes, das Friedrich 1815 zeichnet. Nach wenigen Metern erreicht man den Hafen von Greifswald, den der Maler vermutlich vor 1810 auf einem Werk mit dem Titel Schiffe im Hafen von Greifswald festhält.
Von dieser Position aus verlässt der Bildweg die Altstadt und führt in den Ortsteil Eldena. Über den Treidelpfad gelangt man zum Punkt 10 Auf dem Ryck, dessen Ausblick der Maler 1818 von der Flussmitte aus festgehalten hat. Auch dieser Aussichtspunkt ist heute nicht mehr unmittelbar nachvollziehbar. Über die Wiecker Brücke erreicht man den Ortsteil Wieck, an dem sich an seinem äußersten östlichen Punkt einen Blick auf die Dänische Wiek eröffnet, den südlichen Teil des Greifswalder Boddens. Hier befindet sich ein Aussichtspunkt Utkiek, der vermutlich als Standort seines um 1835 entstandenen Gemäldes Die Lebensstufen gedient haben könnte. Kehrt man in den Ortsteil Eldena zurück, so führt der Boddenweg zur Position 12, der bereits benannten Dänischen Wiek, die Friedrich 1815 in Skizzen festgehalten hat. Weiter südwestlich befindet sich das Kloster Eldena mit seiner Klosterruine, die in den unterschiedlichsten Variationen von Friedrich abgebildet wurde. Als das bekannteste Werk gilt die Abtei im Eichwald aus dem Jahr 1810.
Über den Treidelpfad gelangt man nun zu den letzten beiden Stationen des Bildweges wieder zurück in die Altstadt. Die Position 14, der Marktplatz, ist in Friedrichs Werk aus dem Jahr 1818 Der Marktplatz von Greifswald mit der Familie Friedrich zu sehen, auf dem der Maler seine Familie, Freunde und Bekannte abbildet. In südlicher Richtung endet der Bilderweg am Pommerschen Landesmuseum, welches seit 2000 in seiner Gemäldegalerie eine Vielzahl der Werke des Künstlers zeigt.

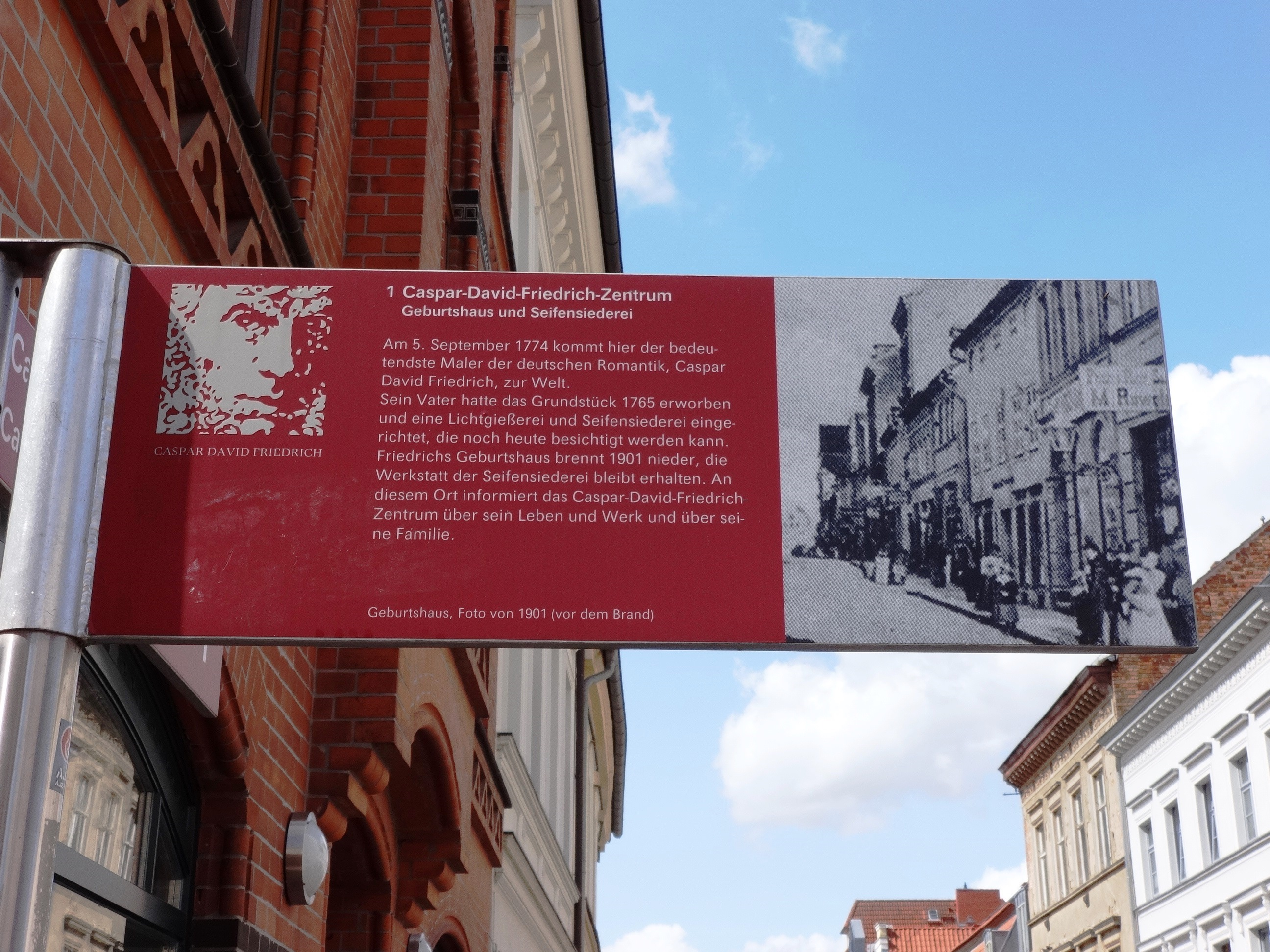
Station 1: Wegweiser an der Geburtsstätte
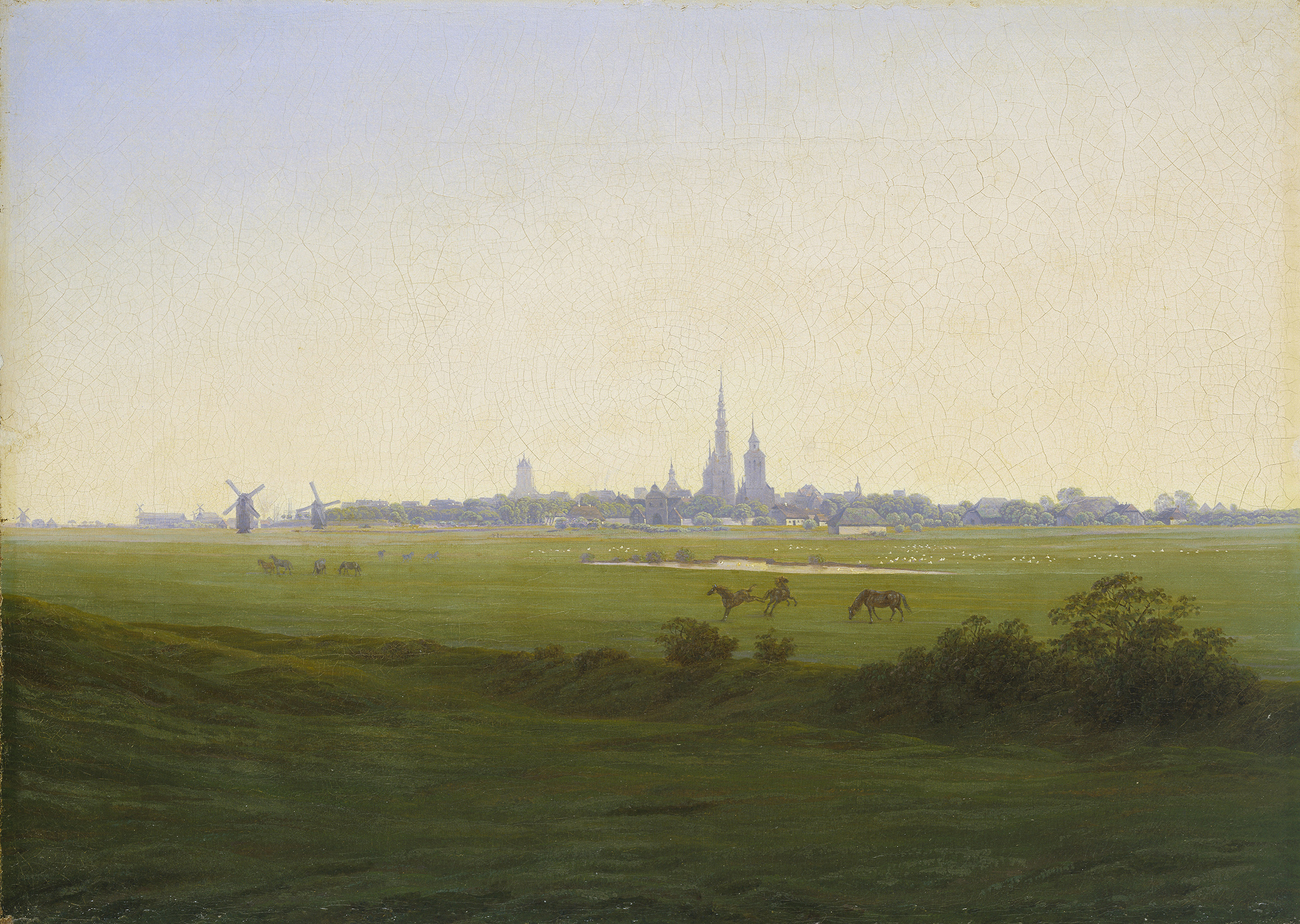
Station 6: „Wiesen bei Greifswald“
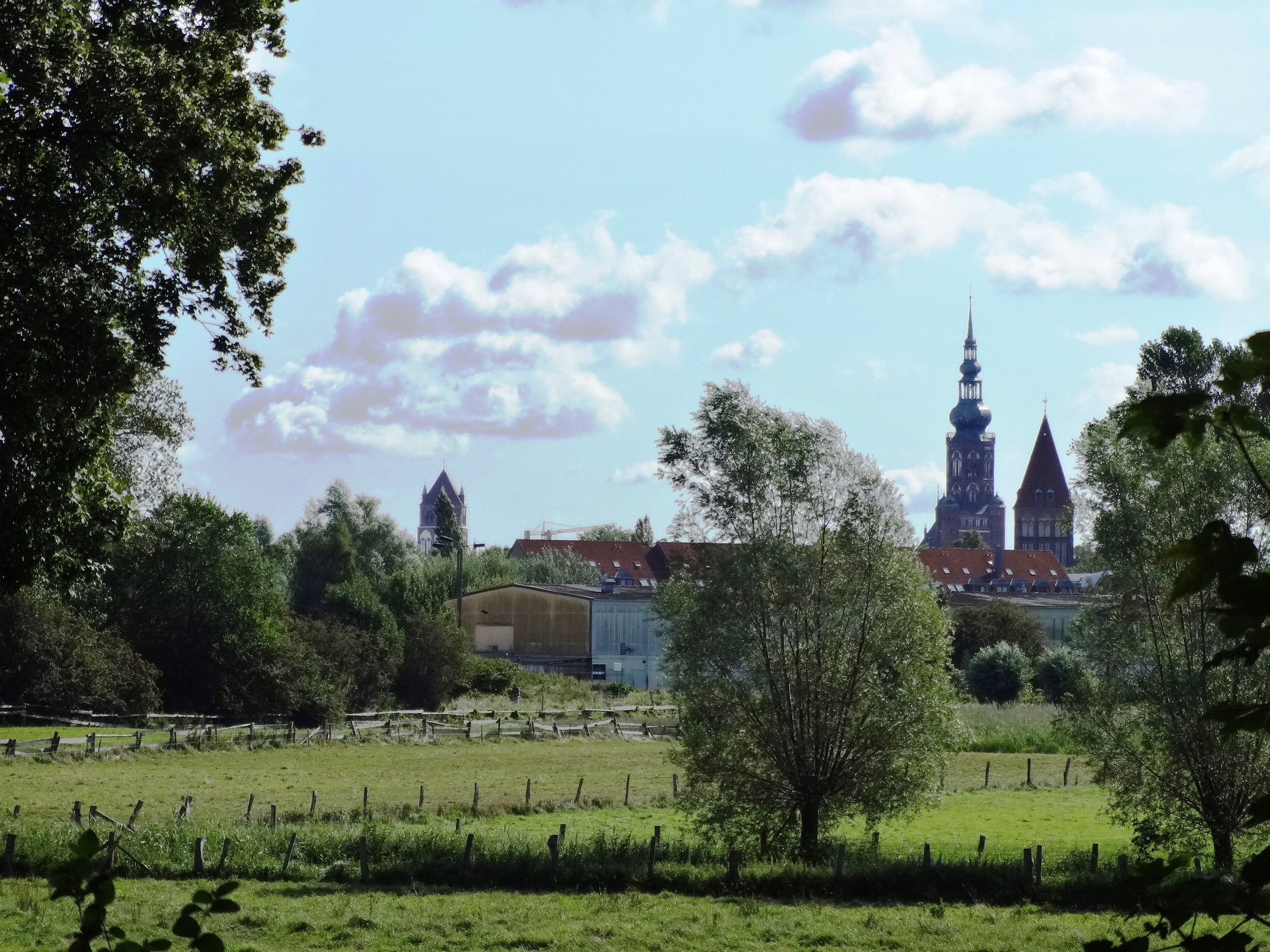
Station 6: Ausblick im Jahr 2014
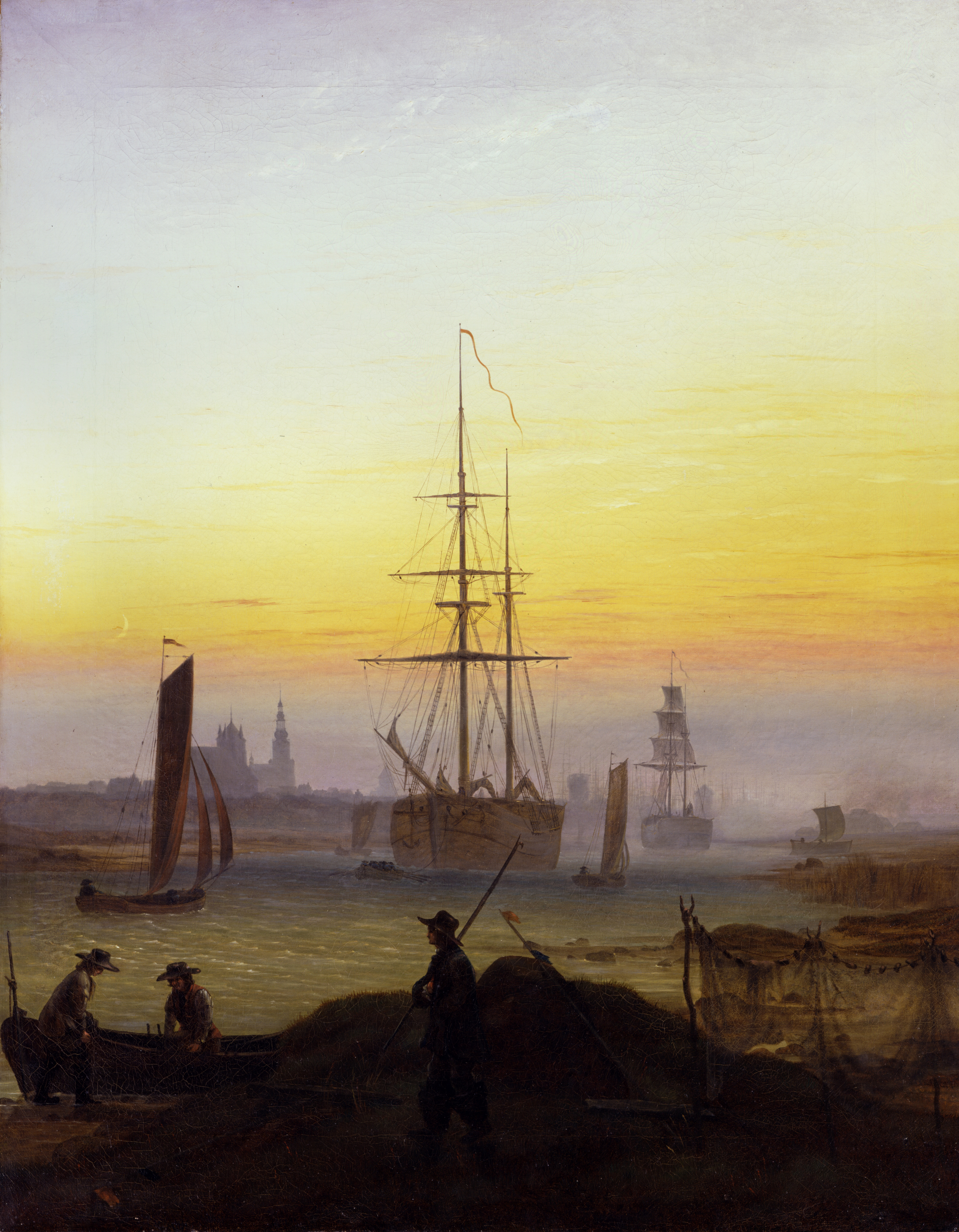
Station 9: „Der Hafen von Greifswald“
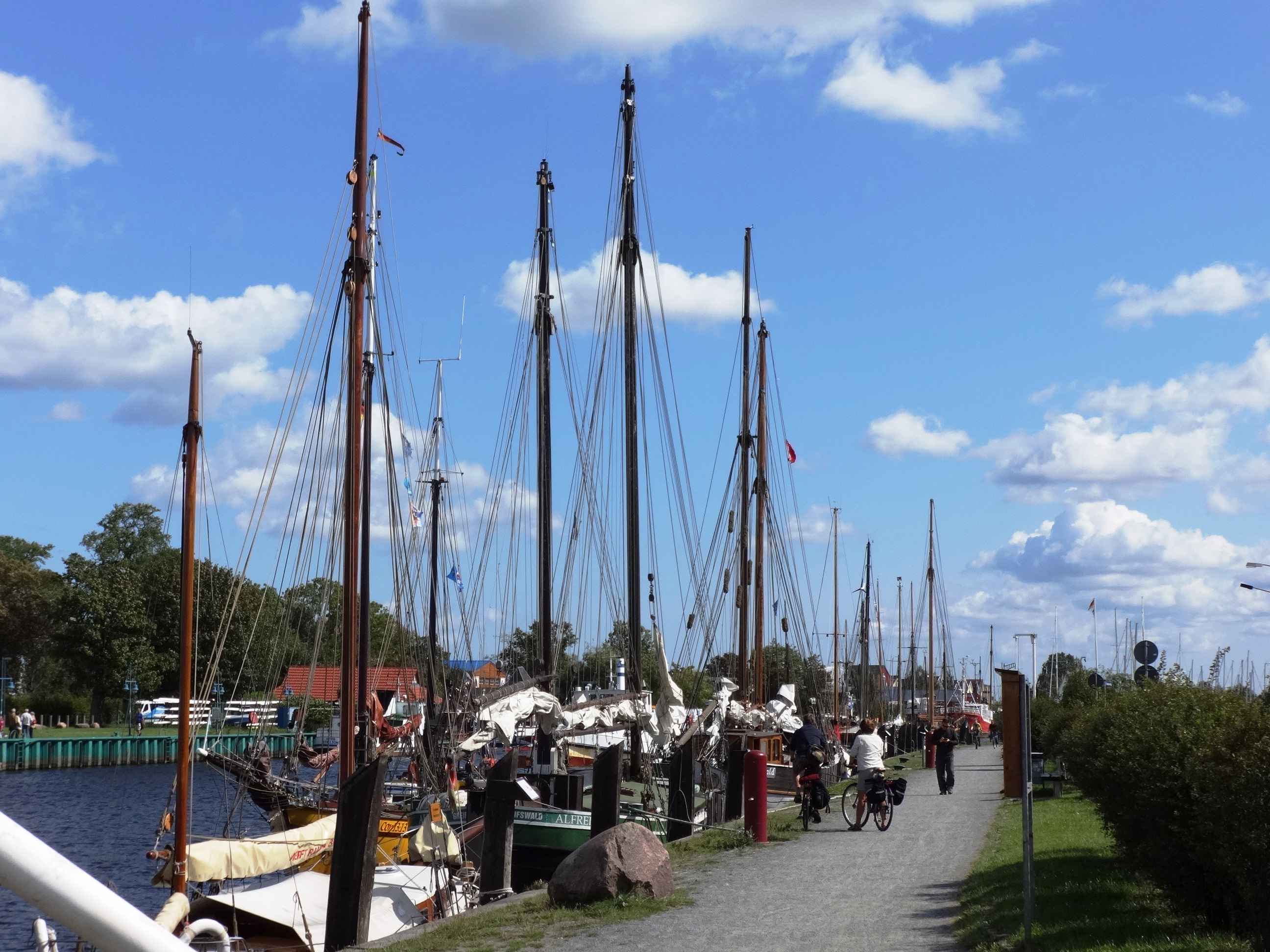
Station 9: Ausblick im Jahr 2014
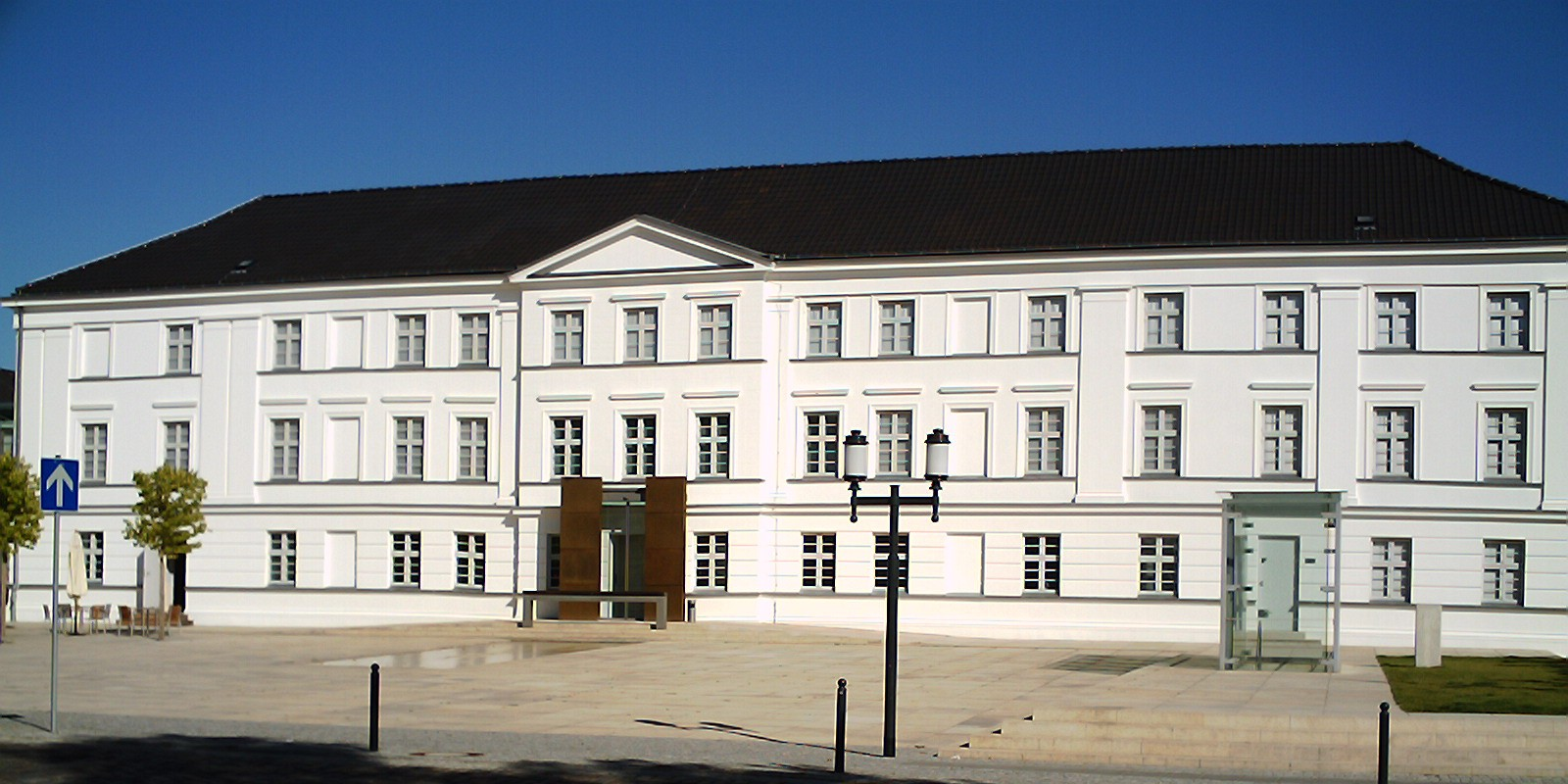
Station 15: Pommersches Landesmuseum